# 4969 Лоренс
4969 Лоренс (енгл. 4969 Lawrence) је астероид главног астероидног појаса са средњом удаљеношћу од Сунца која износи 2,758 астрономских јединица (АЈ).
Апсолутна магнитуда астероида је 12,6.